# مضاوي بنت المنتصر آل سعود
مضاوي بنت المنتصر آل سعود، أميرة وشاعرة سعودية، والرئيس الفخري لملتقي رياضة المرأة العربية.

## نبذه
مضاوي بنت المنتصر هي كاتبة وشاعرة حفيدة الملك سعود بن عبد العزيز آل سعود. كانت بداية كتاباتها من خلال صحيفة الرياض،

## اصداراتها
اصدرت يوم الخميس 11 نوفمبر 2021، ديوانها الشعري «هاجس»، الذي تقدم فيه مجموعة من القصائد بحب الوطن، ضمن فعاليات الدورة الاربعين من معرض الشارقة الدولي للكتاب. وقد اختارت الشارقة لتكون محطتها الأولي خارج المملكة العربية السعودية لتوقيع كتابها الجديد فيها وذلك لما تحمله من تقدير للكتب والكتاب.

## الأسرة
- والدتها هي الأميرة سلوى بنت زيد بن إبراهيم آل خيّال. (توفيت في نيويورك ونقل جثمانها إلى الرياض صباح الخميس 3 من رمضان 1442 هجريه وتم دفنها في مقبرة العود.

### اخوتها
- مشاري بن منصور بن مشعل بن عبد العزيز آل سعود. (أخته من الأم).
- سعود بن منتصر بن سعود. متزوج من الأميرة الجوهرة بنت خالد الزلال، وله من الأبناء المنتصر بن سعود بن المنتصر. 3 يناير 2008م.[3]، الأميرة سلوى، والأمير خالد.
- دانا بنت منتصر بن سعود
- سارة بنت منتصر بن سعود